# Phaneta alatana
Phaneta alatana is een vlinder uit de familie van de bladrollers (Tortricidae). De wetenschappelijke naam van de soort is, als Thiodia alatana, voor het eerst geldig gepubliceerd in 1938 door James Halliday McDunnough. De combinatie in Phaneta werd in 1983 door Powell gemaakt.

## Type
- holotype: "male. 9.V.1936. leg. T. Spalding. Genitalia slide TOR no. 948"
- instituut: CNC, Ottawa, Ontario, Canada
- typelocatie: "Canada, British Columbia, Kreuger Mt., Osoyoos"